# Laž
Laž je svjesno izrečena neistina ili obmana. Svatko slaže barem jednom u životu, tako tvrde psiholozi. Ponekad ljudi lažu bez određene namjere, pokušavajući se zaštititi od emocionalne boli. Općenito pravilo glasi: gdje je laž, tu je i strah, i to od prijekora, kazne, strah da smo učinili nešto loše i neprimjereno, da ćemo nekome učiniti nešto loše ili da će se nešto okrenuti protiv nas… Laž je povezana i s iluzijom, prijevarom i nesposobnošću podnošenja onoga što nam se događa u životu.
Na pitanje može li se laž od saveznika u društvenom životu pretvoriti u bolest, odgovor je potvrdan. Dva su čimbenika koja, posebno jave li se istodobno, ukazuju na to da je igra lažima vrlo opasna. Prvi je učestalost kojom se njima koristi, rabeći laž kao stalnu tehniku u odnosima s drugima, nerijetko kao strategiju za postizanje ciljeva. Drugi čimbenik je potpuni izostanak osjećaja krivnje. Kad se premaši granica, stručnjaci govore o "perverznim osobnostima" – to su one koje neprestano prekoračuju granicu između dopuštenog i nedopuštenog, dobrog i lošeg. Ovisno o razlozima i cilju razlikuje se više vrsta laži: narcisoidna, sklonost preuveličavanju vlastitih zasluga kako bi se pridobilo odobravanje drugih; histrionska, to je pretjerivanje koje služi da bi se zbog nekog emocionalnog manjka privuklo tuđu pažnju; bolesna, glumljenje bolesti ili čak samoranjavanje kako bi se potakla briga drugih… Opazi li se da se prelazi granica i da se nije moguće vratiti, najbolje je što prije se obratiti stručnoj osobi, psihologu ili psihijatru. Isto vrijedi i za djecu. Ako mnogo lažu u trećoj, četvrtoj ili petoj godini, to nije razlog za zabrinutost, no rade li to s 10, 11 ili 12 godina i na donekle čudan način, to je već znatno opasnije.
Nije nužan poligraf da bi se otkrilo lažljivca. U mnogim slučajevima dovoljno je pažljivo promatrati osobu s kojom se razgovara te potražiti neke od sljedećih znakova:
- Lice: crveni ili jako problijedi, smije se samo usnama, ali ne i očima, čelo se znoji…
- Ponavlja pokrete: dodiruje nos, pokriva usta, često povlači i ovratnik bluze…
- Nemirno pokreće noge ili ruke
- Pogled i oči: ima raširene zjenice, suze mu oči, podiže obrve, ne zadržava pogled dugo vremena na očima sugovornika, češće trepće…
- Kontradiktoran je, naljuti se kad ga se mnogo ispituje ili zamoli da nešto ponovi; može čak optužiti drugog da mu ne vjeruje
- Ton glasa: govori višim ili oštrijim tonom nego inače, zbog nervoze, priča brže nego inače
- Ne ponaša se prirodno; njegovi pokreti djeluju neiskreno, kontrolira ili pretjerano naglašava iz straha da će ga nervoza odati
- Govor je prepun stanki: treba više vremena da smisli laž nego da se nečega prisjeti

## Vanjske poveznice
- Mr. sc. Vesna Šendula Jengić, dr. med.: Patološko laganje
- Maja Šiprak: Laganje kao raširena pojava  Arhivirana inačica izvorne stranice od 1. rujna 2013. (Wayback Machine)